# Marià Fortuny
Pour les articles homonymes, voir Mariano Fortuny.
Marià Josep Bernat Fortuny i Marsal (1838-1874) est un peintre et graveur espagnol, connu sous le nom espagnolisé de Mariano Fortuny. Ses tableaux de genre ont connu un succès énorme vers 1870, le sommet de sa gloire coïncidant avec les débuts de l'impressionnisme sans qu'il n'ait fait partie de ce mouvement pictural. À mi-chemin entre ces deux courants, il est aussi classé parmi les orientalistes par les peintures qu'il a effectuées après son voyage au Maroc (1860-1862). Son ami le baron Jean Charles Davillier a publié une étude sur la vie et le travail du peintre.

## Biographie

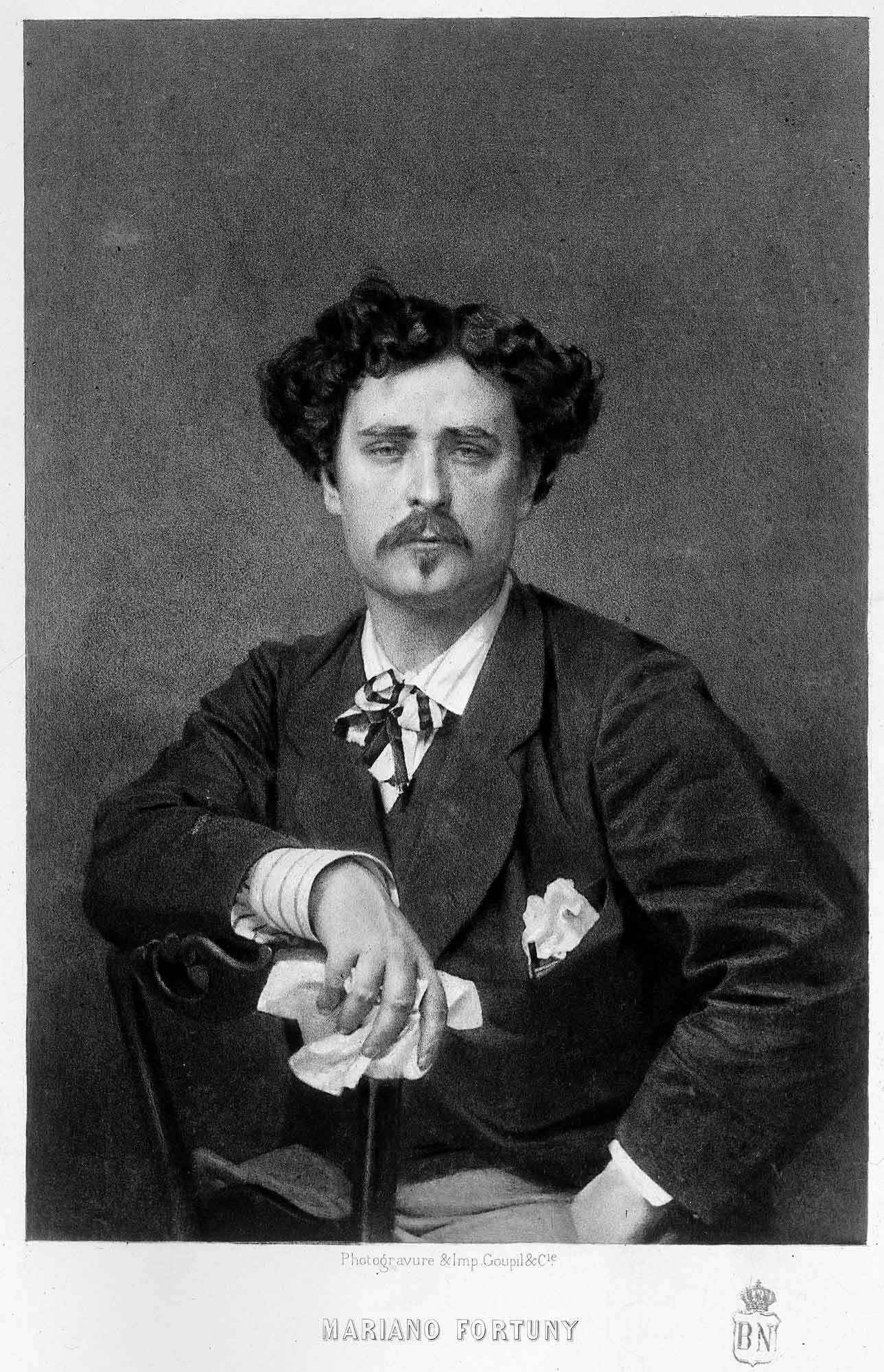
Portrait de Mariano Fortuny y Marsal (1875, gravure par Goupil & Cie, Paris) (Bibliothèque nationale d’Espagne)

Marià Fortuny est né à Reus en Catalogne le 5 juin 1838 dans une famille de condition très modeste. C'est à l'école primaire de sa ville natale qu'il apprend les rudiments de la peinture et du dessin. Orphelin à l'âge de 12 ans, il est  élevé par son grand-père. Pour gagner sa vie, le jeune Fortuny commence à modeler des figurines de terre cuite et des ex-voto avant de partir à pied, à l'âge de 14 ans, pour Barcelone où il est inscrit gratuitement à l'Académie. 
Brillant élève de Claudi Lorenzale, il obtient le Prix de Rome en 1857. Il y passe deux années à copier les œuvres des nazaréens, mais il s'en lasse vite et préfère nettement la peinture de Diego Vélasquez. 
Lorsque la guerre entre l'Espagne et le Maroc éclate en 1859 (guerre d'Afrique), il est envoyé par le gouvernement espagnol en Afrique du Nord afin de peindre les événements importants du conflit. Il est nommé Chroniqueur de l'expédition au cours de laquelle il est fait prisonnier. Les couleurs du Maroc (où il retourne en 1862) font naitre chez lui une véritable fascination pour la brillance des couleurs africaines. Après ce séjour au Maroc, ses thèmes évoluent vers des sujets orientalistes dont la critique de l'époque considère « ... qu'il ne s'agit pas de l'orient antique tel que l'a vu Eugène Delacroix, mais plutôt d'un orient de bazar, clinquant et chatoyant ». 

Il se rend à Paris en 1866 où il étudie avec Jean-Léon Gérôme et commence à travailler pour le marchand de tableau Adolphe Goupil. En 1860, lors de son premier séjour à Paris, il avait étudié les tableaux de bataille de Horace Vernet à Versailles où il avait fait la connaissance d'Henri Regnault. Il s'en inspire pour le grand tableau Bataille de Tétouan qui restera pourtant inachevé

De retour à Madrid il épouse Cecilia de Madrazo y Garreta, fille de Federico de Madrazo, le directeur du musée royal de Madrid[réf. nécessaire]. De cette union naitront deux enfants : Maria Luisa et Mariano (1871-1949), futur peintre mondain et créateur de tissus (un musée à Venise lui est consacré)[réf. nécessaire].
Après un nouveau séjour à Paris en 1870 et deux années passées à Grenade, il retourne à Rome et a pour élève Ludovico Marchetti ; il y meurt à l'âge de 36 ans, le 21 novembre 1874 du paludisme, contracté l'été précédent alors qu'il peignait en plein air à Naples et Portici[réf. nécessaire].
Ses funérailles sont immortalisées par l’œuvre L'Enterrement de Fortuny de son ami Ramon Tusquets i Maignon, exposée au Musée national d'art de Catalogne de Barcelone.

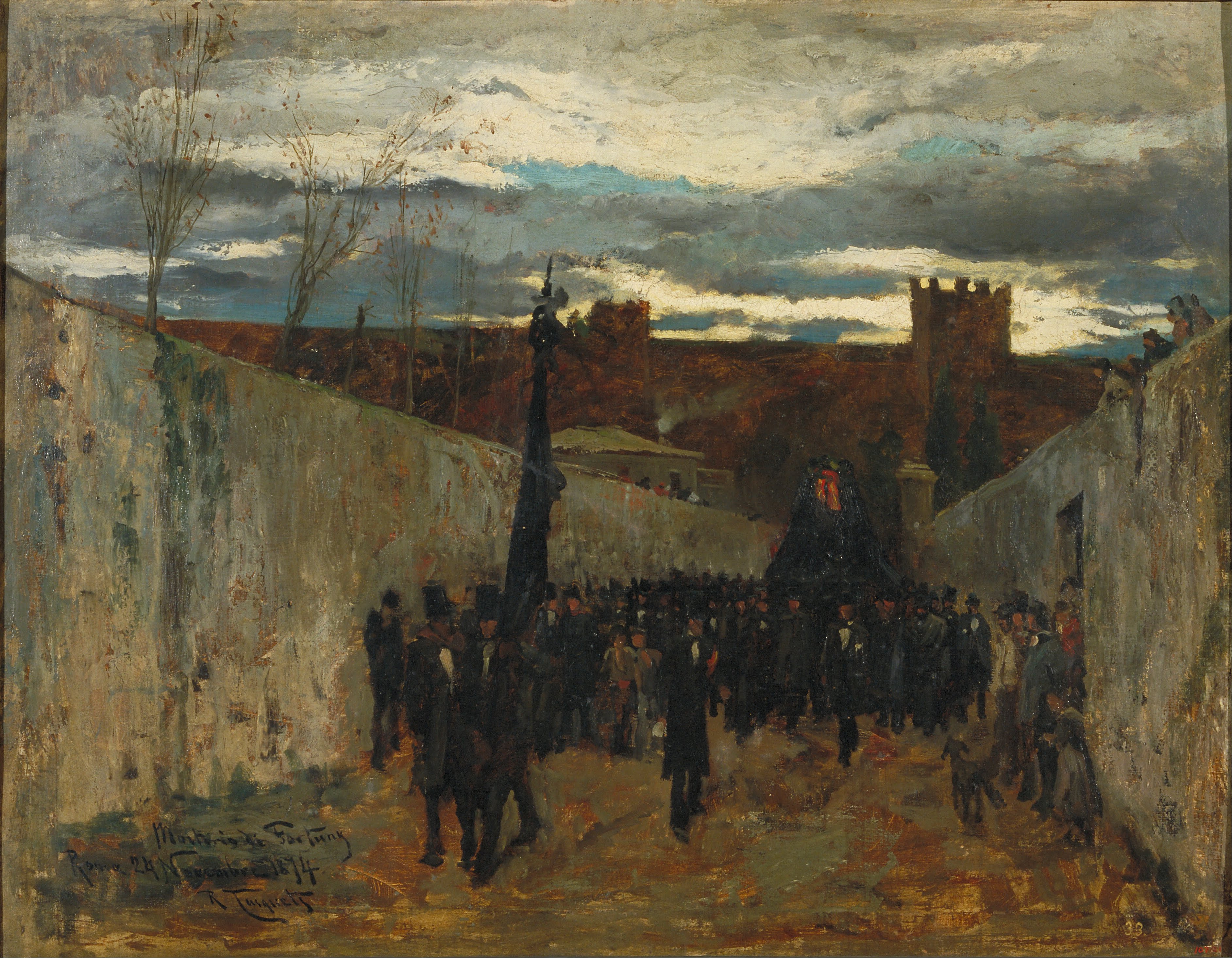
L'Enterrement de Fortuny par Ramon Tusquets (MNAC).

## Style
« Ce grand virtuose survit surtout par des études et des aquarelles, souvent éblouissantes, (que l'on trouve notamment au Musée d'art contemporain de Barcelone, au Musée du Louvre, au Musée Goya de Castres). Mais sa peinture, marquée par le goût d'une époque éprise de bric-à-brac et de morceaux de bravoure, n'est jamais indifférente. Son influence fut considérable. »
Ce peintre brillant, également très bon dessinateur et graveur à l'eau-forte, a exprimé son talent dans des compositions orientalistes (importante production marocaine), des scènes de genre de style plus « pompier » ainsi que des sujets de la vie quotidienne.  
Peintre vagabond à la carrière précocement interrompue, il voyagea intensément et entretint même des relations avec le milieu artistique parisien. Malgré des influences diverses, son style est très espagnol, qualifié de « sauvagerie bohémienne » par l'américain Edward Sullivan. Aux États-Unis il reçut un accueil aussi enthousiaste qu'en Europe grâce au collectionneur Stewart, père du peintre Julius LeBlanc Stewart. 
Il fut l'un des peintres espagnols les plus admirés par ses contemporains, en Espagne mais aussi en Europe et aux États-Unis où ses œuvres sont exposées : Metropolitan Museum of Art, New York, The Hispanic Society of America de New York, Walters Art Gallery de Boston, Museum of Fine Arts, Boston.

## Œuvres
- Askari (1860-62) (Hispanic Society of America, New York)
- Askari (es) (Bibliothèque-musée Víctor Balaguer, Vilanova i la Geltrú)
- La odalisca (ca) (L'Odalisque) (1861) (musée national d'art de Catalogne, Barcelone)
- La odalisca (ca) (L'Odalisque) (1862)
- El condesito (Il contino) (Le comte) (aquarelle) (1861) (Musée national d'art de Catalogne, Barcelone)
- La batalla de Tetuan (La bataille de Tétouan) (1862-64) (musée national d'art de Catalogne, Barcelone)
- La batalla de Wad-Ras (La Bataille de Wad-Ras) (1862-63) (musée du Prado, Madrid)
- Une cour de toril (1866), (musée des beaux-arts de Lyon)
- Corrida de toros, le matador blessé 1867 - 1868 (Musée national d'art de Catalogne)
- Brindis de l'espasa, 1868 - 1869, (National Gallery) Londres
- La vicaría (Les noces) (1870) (musée national d'art de Catalogne, Barcelone)
- La Corrida de toros (1870) (musée du Prado, Madrid)
- El vendedor de tapices (es) (1870) (Monastère de Montserrat), Barcelone
- Jardín de la casa de Fortuny (Le Jardin de la maison Fortuny) (1870-74) (achevé par son beau-frère Raimundo de Madrazo; musée du Prado, Madrid).
- Viejo desnudo al sol (es) (Vieil homme nu au soleil) (1871) (musée du Prado, Madrid)
- La matanza de los Abencerrajes (Le meurtre des Abencerrajes) (1871) (musée national d'art de Catalogne, Barcelone)
- La elección de la modelo (Le choix du modèle) (1874) (Corcoran Gallery of Art, Washington)
- Los hijos del pintor en el salón japonés (Les enfants du peintre dans le salon japonais) (1874) (musée du Prado, Madrid)
- Desnudo en la playa de Portici (Nu sur la plage de Portici) (1874) (musée du Prado, Madrid)
- Paisatge de Portici  (Paysage de Portici), 1874 MNAC

À noter, le vase Fortuny, céramique hispano-mauresque du XIVe siècle conservée au Musée de l'Ermitage, à Saint-Pétersbourg, porte le nom de Fortuny car le peintre en a été le propriétaire, et non le concepteur ou le réalisateur.

La Bataille de Tétouan, 1862 MNAC[8]
Les noces, 1870 MNAC [9]
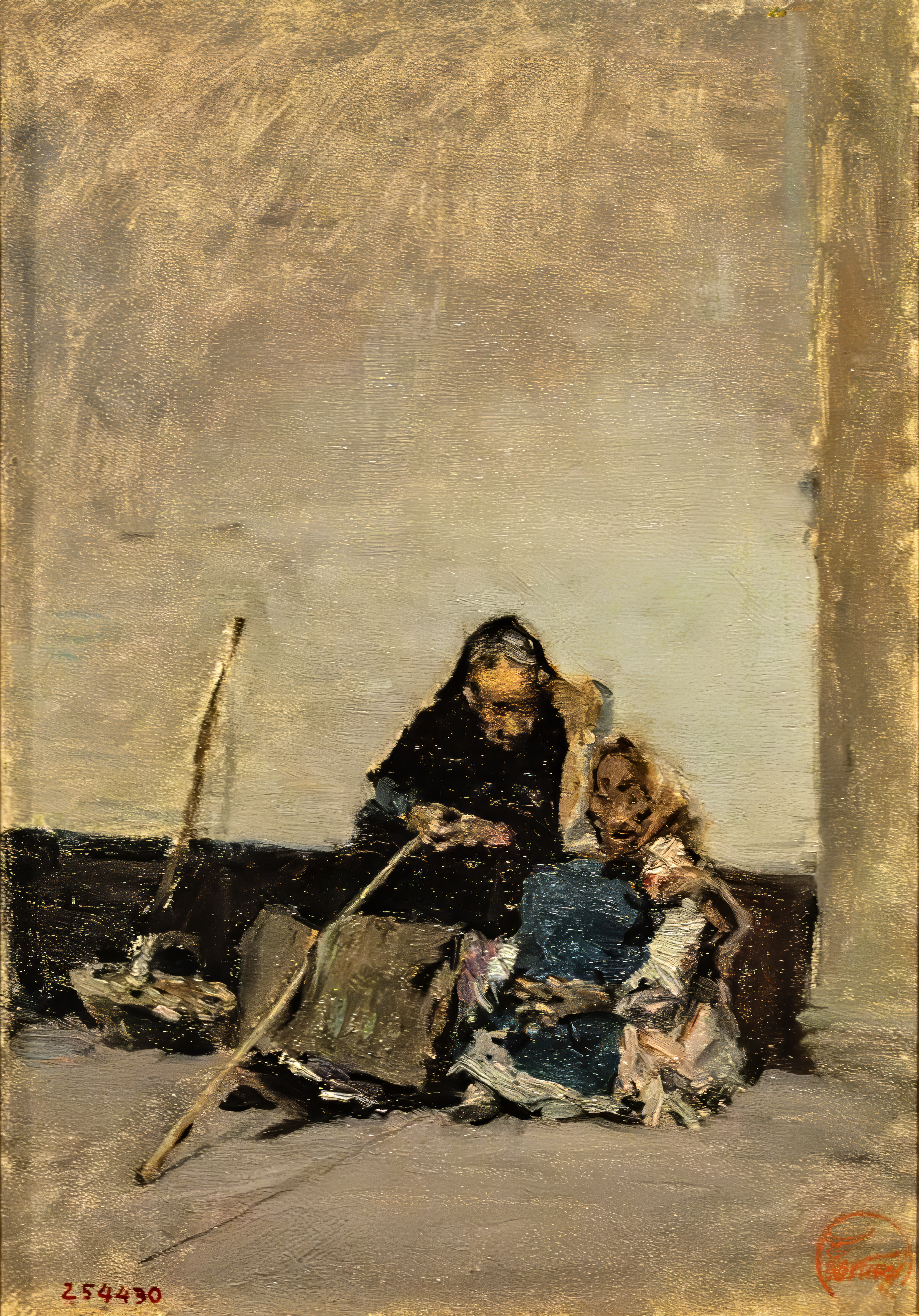
Les deux mendiants, 1870 MNAC
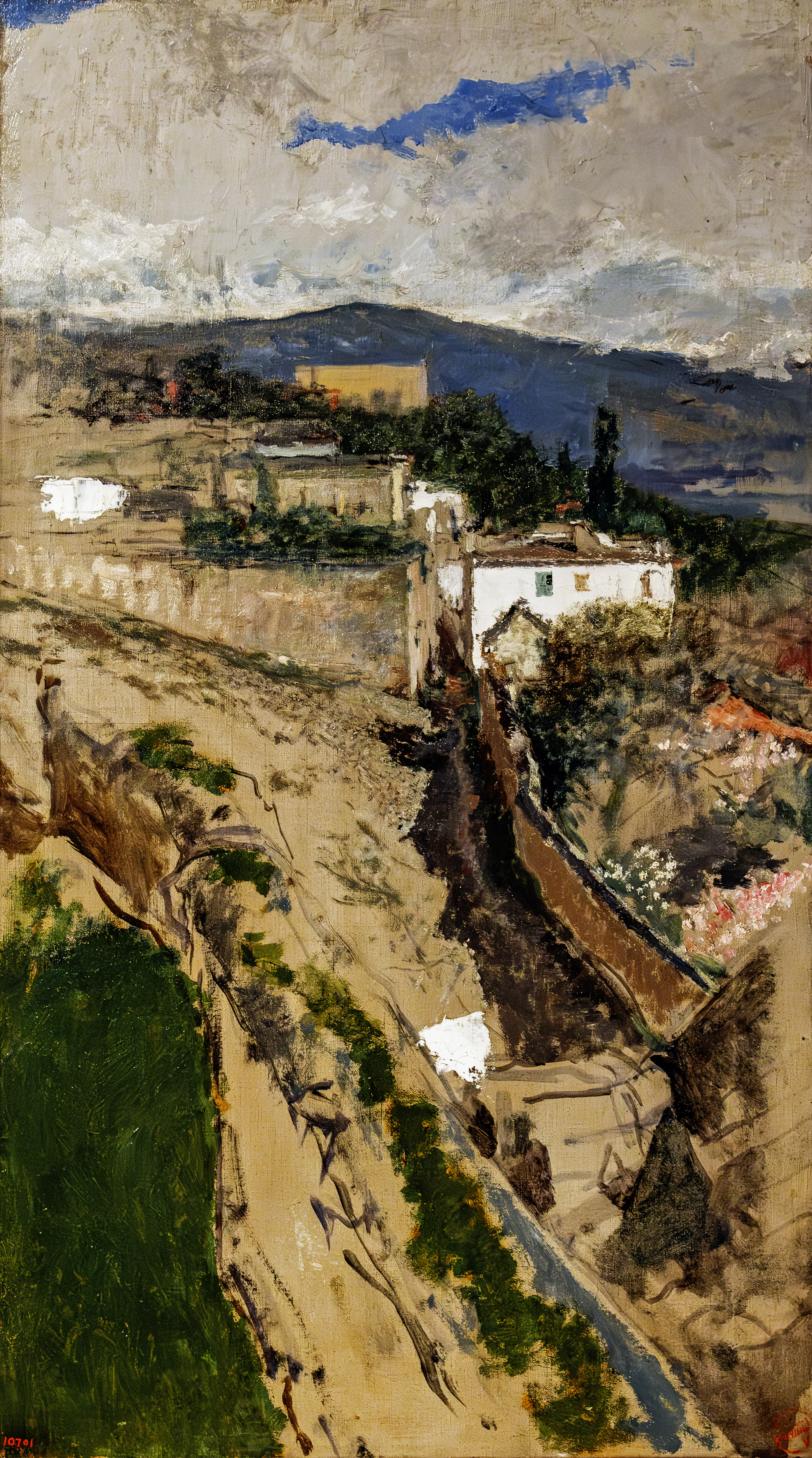
Paysage de Grenade, 1871 MNAC
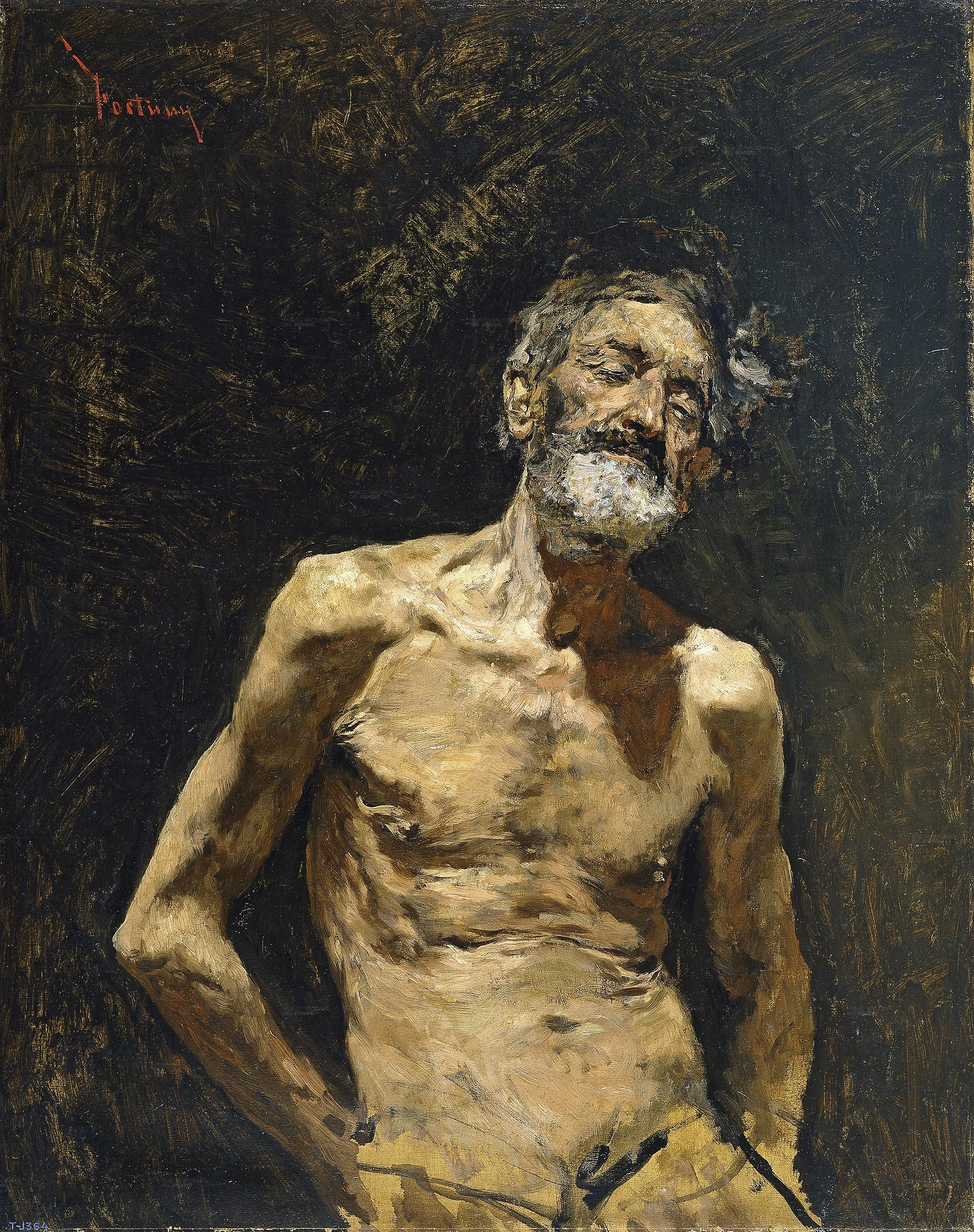
Vieil Homme nu au soleil, 1871 - Madrid Le Prado
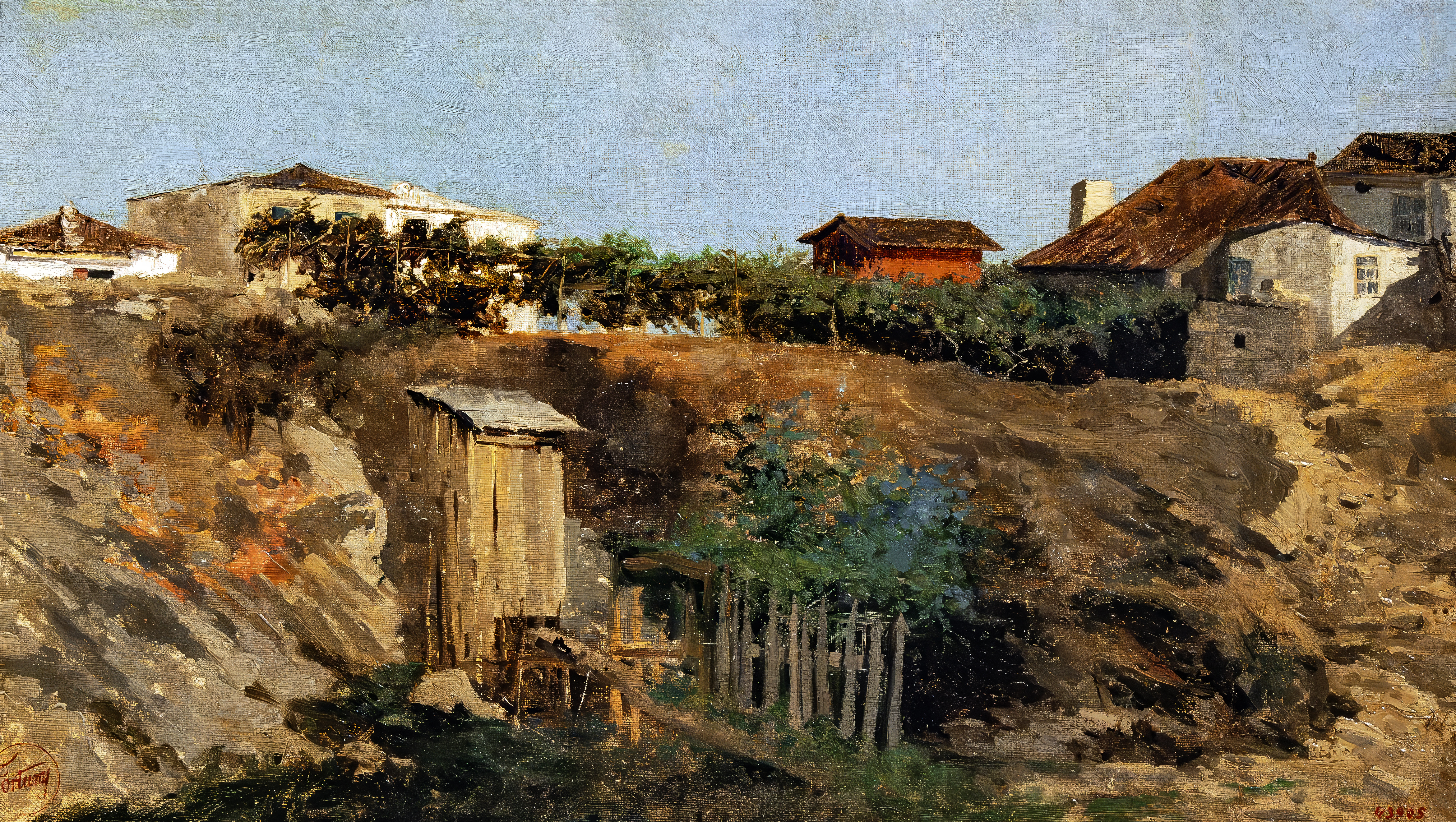
Paysage de Portici, 1874 MNAC
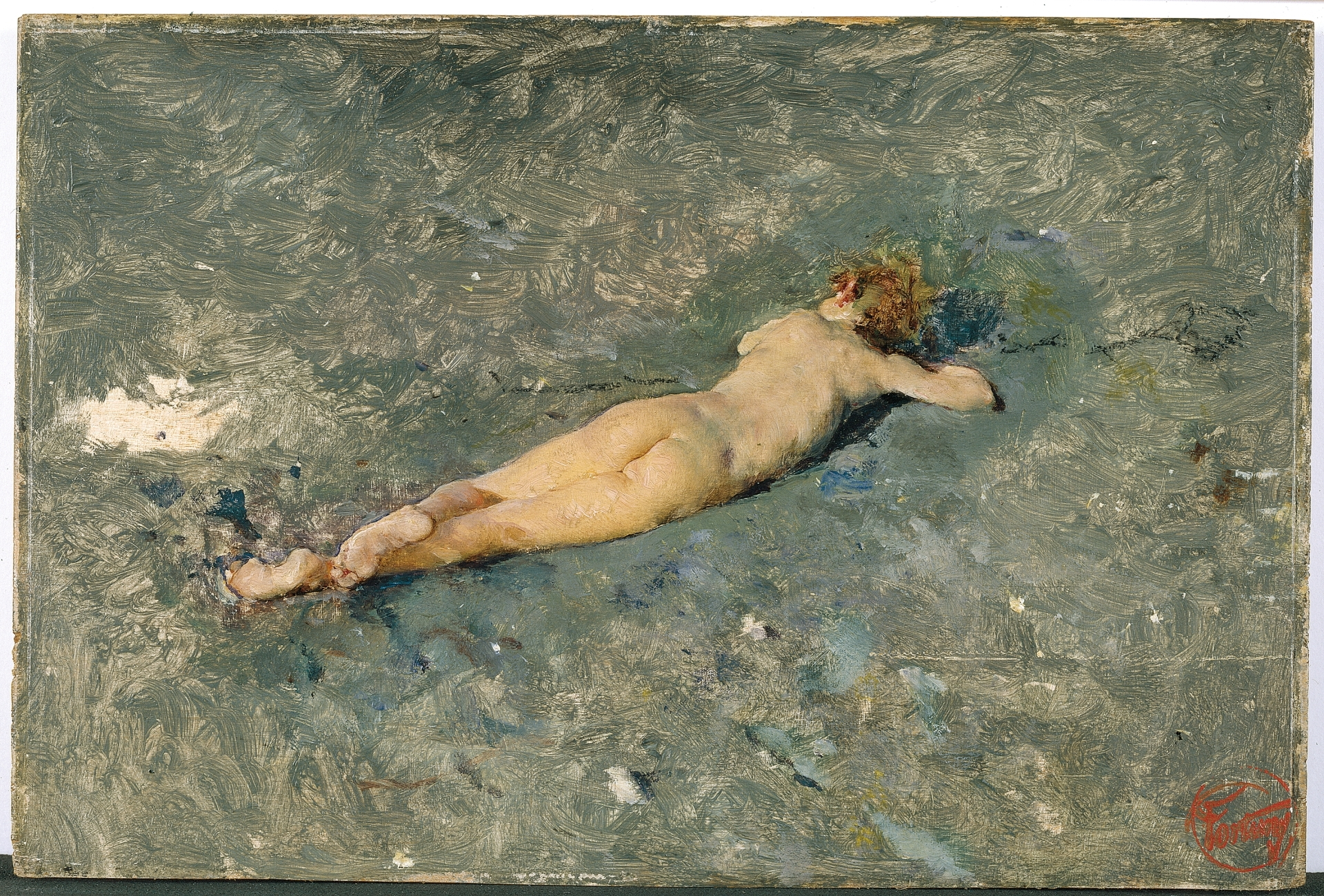
Nu sur la plage de Portici, 1874 - Madrid Le Prado

## Exposition
- Musée du Prado, Madrid, 21 novembre 2017 - 18 mars 2018[13].

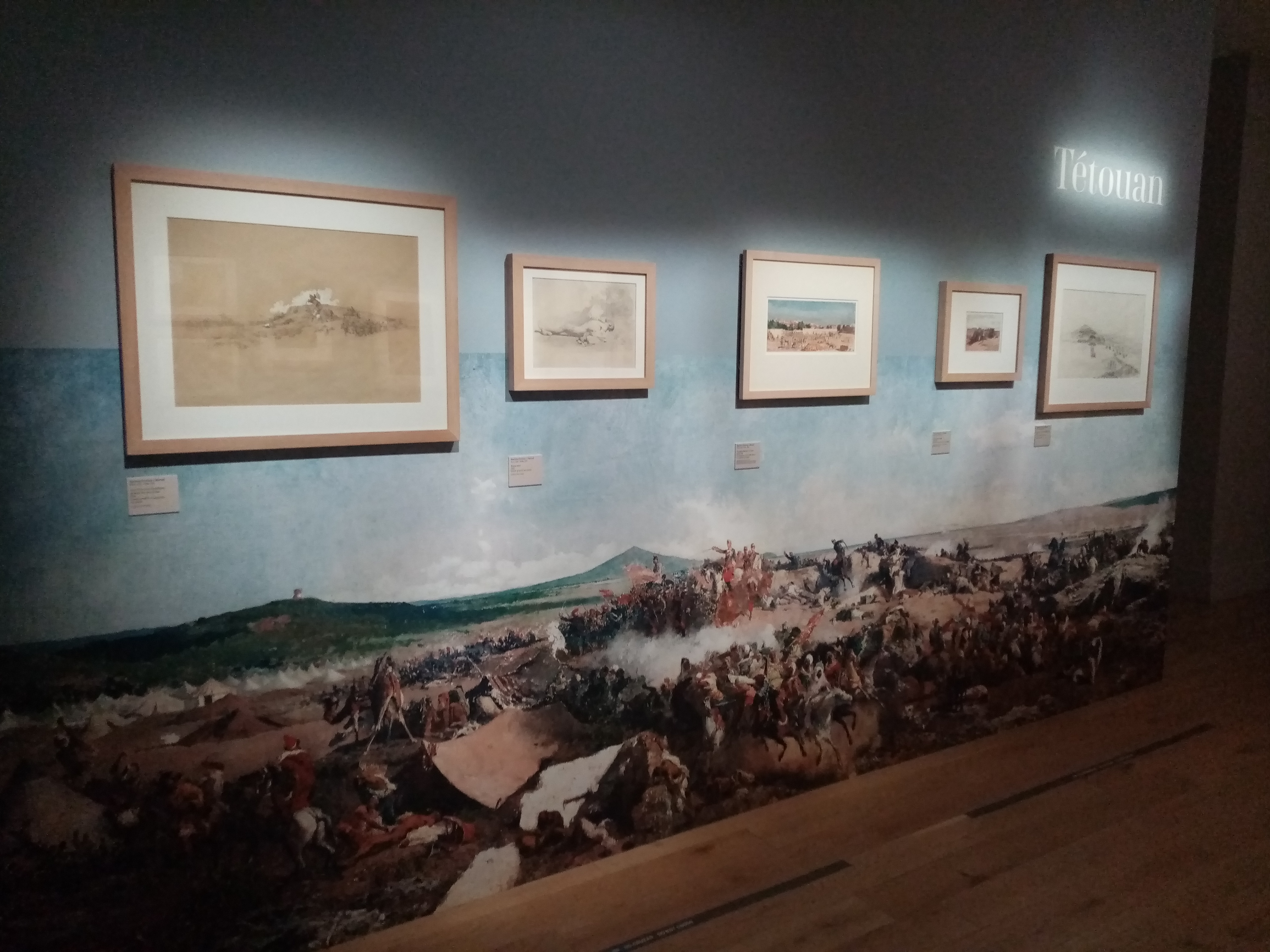
Exposition Mariano Fortuny "Visions d'Orient." Bataille de Tétouan. Musée Goya. Castres.

- Musée Goya, Castres, 6 décembre 2024 - 9 mars 2025.